# Erik di Svezia
Erik Bernadotte (Erik Gustaf Louis Albert Bernadotte) (Stoccolma, 20 aprile 1889 – Stoccolma, 20 settembre 1918), duca di Västmanland, principe di Svezia-Norvegia fino al 1905, in seguito principe di Svezia, fu un membro della casa reale di Svezia.

## Biografia

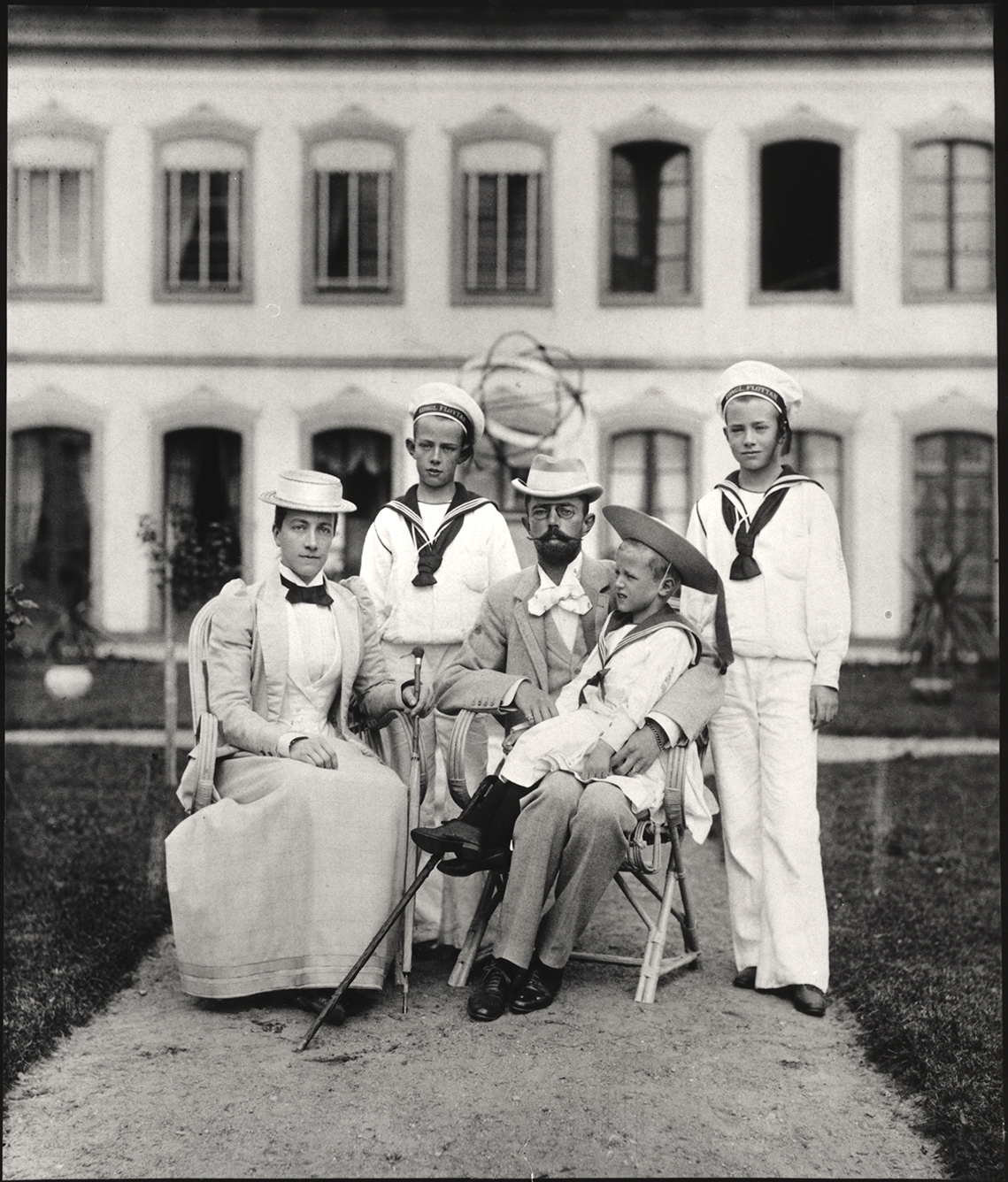
Gustavo V di Svezia e famiglia nel 1890 circa

Erik nacque nel Palazzo Reale di Stoccolma e fu il terzogenito e ultimo figlio di Gustavo V di Svezia (1858-1950) e della sua consorte Vittoria di Baden (1862-1930), al momento della sua nascita ancora principi ereditari di Svezia-Norvegia. I suoi nonni paterni furono il re Oscar II di Svezia (1829-1907) e la regina consorte Sofia di Nassau (1836-1913); quelli materni, invece, erano il granduca Federico I di Baden (1826-1907) e la granduchessa Luisa di Prussia (1838-1923).

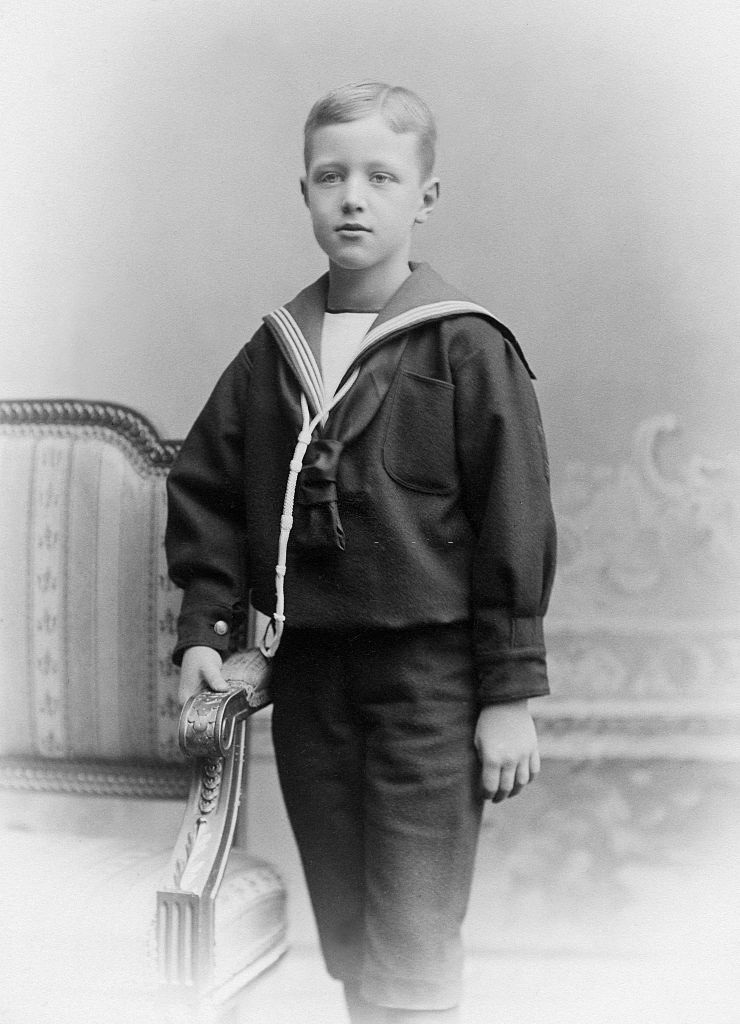
Erik di Svezia-Norvegia nel 1898 circa

Il principe soffriva di epilessia e di ritardo mentale, probabilmente a causa delle forti cure che furono somministrate alla madre quando era incinta di lui. A causa del suo stato di salute apparve poco in pubblico.

## Morte
Morì nel 1918 vittima dell'epidemia di influenza spagnola.

## Albero genealogico
|                     |                   |                                     | Genitori                                   |  |  | Nonni |  |  | Bisnonni          |  |  | Trisnonni                      |  |
|                     |                   |                                     |                                            |  |  |       |  |  | Oscar I di Svezia |  |  | Jean-Baptiste Jules Bernadotte |  |
|                     |                   |                                     |                                            |  |  |       |  |  | Oscar I di Svezia |  |  | Jean-Baptiste Jules Bernadotte |  |
|                     |                   | Désirée Clary                       |                                            |  |  |       |  |  | Oscar I di Svezia |  |  |                                |  |
| Oscar II di Svezia  |                   |                                     |                                            |  |  |       |  |  | Oscar I di Svezia |  |  |                                |  |
|                     |                   | Giuseppina di Leuchtenberg          | Eugenio di Beauharnais                     |  |  |       |  |  |                   |  |  |                                |  |
|                     |                   | Giuseppina di Leuchtenberg          | Eugenio di Beauharnais                     |  |  |       |  |  |                   |  |  |                                |  |
|                     |                   | Giuseppina di Leuchtenberg          | Augusta di Baviera                         |  |  |       |  |  |                   |  |  |                                |  |
| Gustavo V di Svezia |                   | Giuseppina di Leuchtenberg          |                                            |  |  |       |  |  |                   |  |  |                                |  |
|                     |                   | Guglielmo di Nassau                 | Federico Guglielmo di Nassau-Weilburg      |  |  |       |  |  |                   |  |  |                                |  |
|                     |                   | Guglielmo di Nassau                 | Federico Guglielmo di Nassau-Weilburg      |  |  |       |  |  |                   |  |  |                                |  |
|                     |                   | Guglielmo di Nassau                 | Luisa Isabella di Kirchberg                |  |  |       |  |  |                   |  |  |                                |  |
| Sofia di Nassau     |                   | Guglielmo di Nassau                 |                                            |  |  |       |  |  |                   |  |  |                                |  |
|                     |                   | Paolina di Württemberg (1810-1856)  | Paolo Federico di Württemberg              |  |  |       |  |  |                   |  |  |                                |  |
|                     |                   | Paolina di Württemberg (1810-1856)  | Paolo Federico di Württemberg              |  |  |       |  |  |                   |  |  |                                |  |
|                     |                   | Paolina di Württemberg (1810-1856)  | Carlotta di Sassonia-Hildburghausen        |  |  |       |  |  |                   |  |  |                                |  |
| Erik di Svezia      |                   | Paolina di Württemberg (1810-1856)  |                                            |  |  |       |  |  |                   |  |  |                                |  |
|                     | Leopoldo di Baden | Carlo Federico di Baden             |                                            |  |  |       |  |  |                   |  |  |                                |  |
|                     | Leopoldo di Baden | Carlo Federico di Baden             |                                            |  |  |       |  |  |                   |  |  |                                |  |
|                     | Leopoldo di Baden | Luisa Carolina Geyer von Geyersberg |                                            |  |  |       |  |  |                   |  |  |                                |  |
| Federico I di Baden | Leopoldo di Baden |                                     |                                            |  |  |       |  |  |                   |  |  |                                |  |
|                     |                   | Sofia Guglielmina di Svezia         | Gustavo IV Adolfo di Svezia                |  |  |       |  |  |                   |  |  |                                |  |
|                     |                   | Sofia Guglielmina di Svezia         | Gustavo IV Adolfo di Svezia                |  |  |       |  |  |                   |  |  |                                |  |
|                     |                   | Sofia Guglielmina di Svezia         | Federica di Baden                          |  |  |       |  |  |                   |  |  |                                |  |
| Vittoria di Baden   |                   | Sofia Guglielmina di Svezia         |                                            |  |  |       |  |  |                   |  |  |                                |  |
|                     |                   | Guglielmo I di Germania             | Federico Guglielmo III di Prussia          |  |  |       |  |  |                   |  |  |                                |  |
|                     |                   | Guglielmo I di Germania             | Federico Guglielmo III di Prussia          |  |  |       |  |  |                   |  |  |                                |  |
|                     |                   | Guglielmo I di Germania             | Luisa di Meclemburgo-Strelitz              |  |  |       |  |  |                   |  |  |                                |  |
| Luisa di Prussia    |                   | Guglielmo I di Germania             |                                            |  |  |       |  |  |                   |  |  |                                |  |
|                     |                   | Augusta di Sassonia-Weimar-Eisenach | Carlo Federico di Sassonia-Weimar-Eisenach |  |  |       |  |  |                   |  |  |                                |  |
|                     |                   | Augusta di Sassonia-Weimar-Eisenach | Carlo Federico di Sassonia-Weimar-Eisenach |  |  |       |  |  |                   |  |  |                                |  |
|                     |                   | Augusta di Sassonia-Weimar-Eisenach | Marija Pavlovna Romanova (1786-1859)       |  |  |       |  |  |                   |  |  |                                |  |
|                     |                   | Augusta di Sassonia-Weimar-Eisenach |                                            |  |  |       |  |  |                   |  |  |                                |  |